# Ivan Pihávek
Ivan Pihávek (* 6. prosince 1964) je bývalý český fotbalista, obránce. Po skončení aktivní kariéry pracuje jako trenér. V současné době trénuje A tým SK Hořovice.

## Fotbalová kariéra
V československé a české lize hrál za Škodu Plzeň, FK Viktoria Žižkov a FC Dukla Příbram. Nastoupil ve 20 utkáních a dal 1 gól.

## Ligová bilance
| Ročník                                   | Zápasy | Góly | Klub               |
| ---------------------------------------- | ------ | ---- | ------------------ |
| 1. československá fotbalová liga 1988/89 | 5      | 0    | Škoda Plzeň        |
| 1. česká fotbalová liga 1993/94          | 5      | 0    | FK Viktoria Žižkov |
| 1. česká fotbalová liga 1995/96          | 4      | 0    | FK Viktoria Žižkov |
| 1. česká fotbalová liga 1997/98          | 6      | 1    | FC Dukla Příbram   |
| CELKEM                                   | 20     | 1    |                    |